# Габель Юрій Орестович
Юрій (Георгій) Орестович Габель (29 листопада (11 грудня) 1891, Харків, Харківська губернія, Російська імперія — 23 березня 1949, Харків, СРСР) — радянський український учений, хімік, доктор хімічних наук (1940), професор (1934). Декан хімічного факультету Харківського державного університету у 1931—1935 роках і директор Науково-дослідного інституту хімії при Харківському державному університеті в 1945—1949 роках. Автор першого підручника, присвяченого гетероциклічним сполукам. Засновник і завідувач першої і єдиної в СРСР кафедри гетероциклічних сполук у Харківському державному університеті. Завідувач кафедри органічної хімії в Харківському медичному інституті. Професор Українського поліграфічного інституту.

## Життєпис

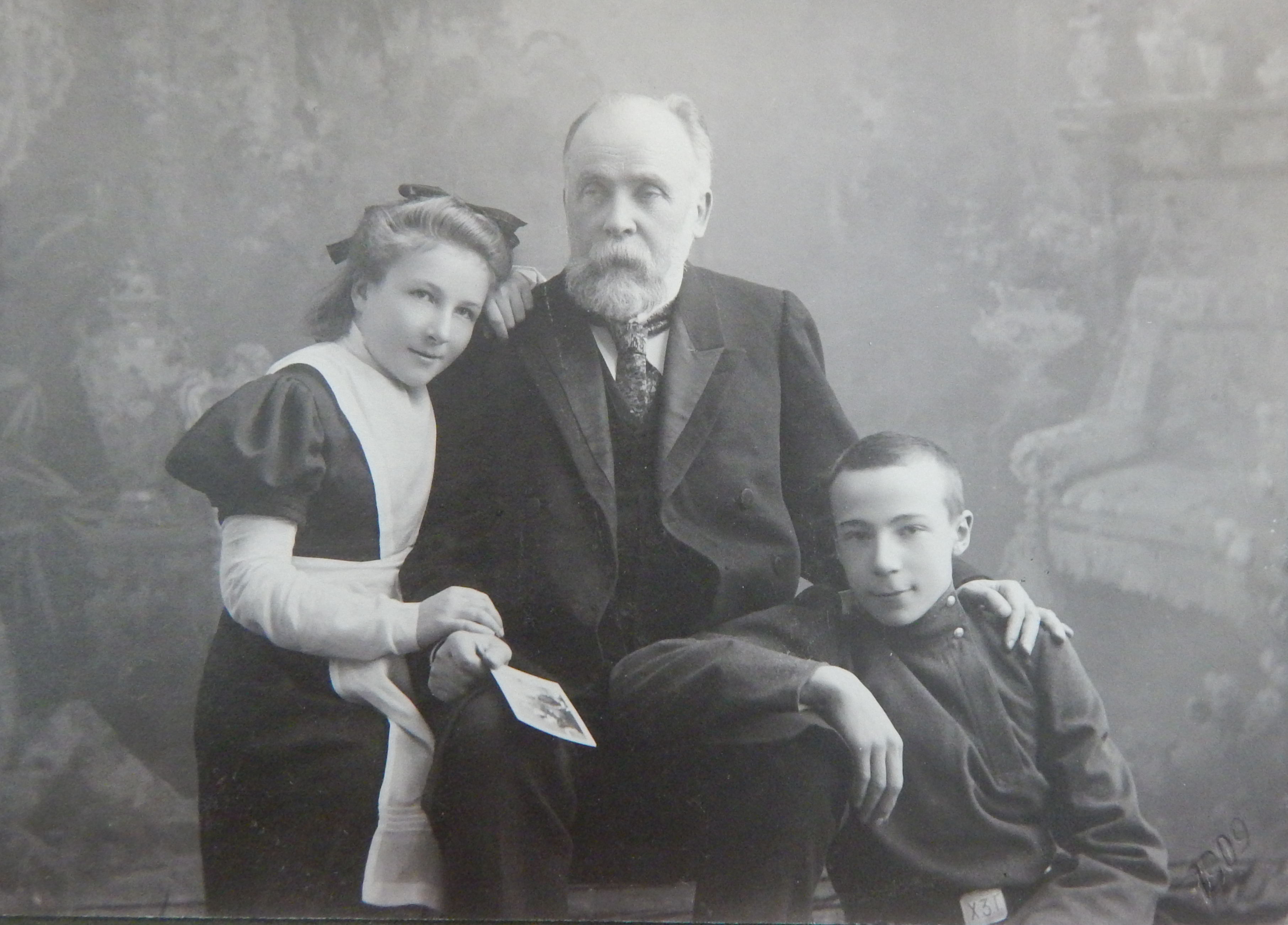
Гімназист Юрій Габель з батьком Орестом і сестрою Маргаритою. 1909 рік

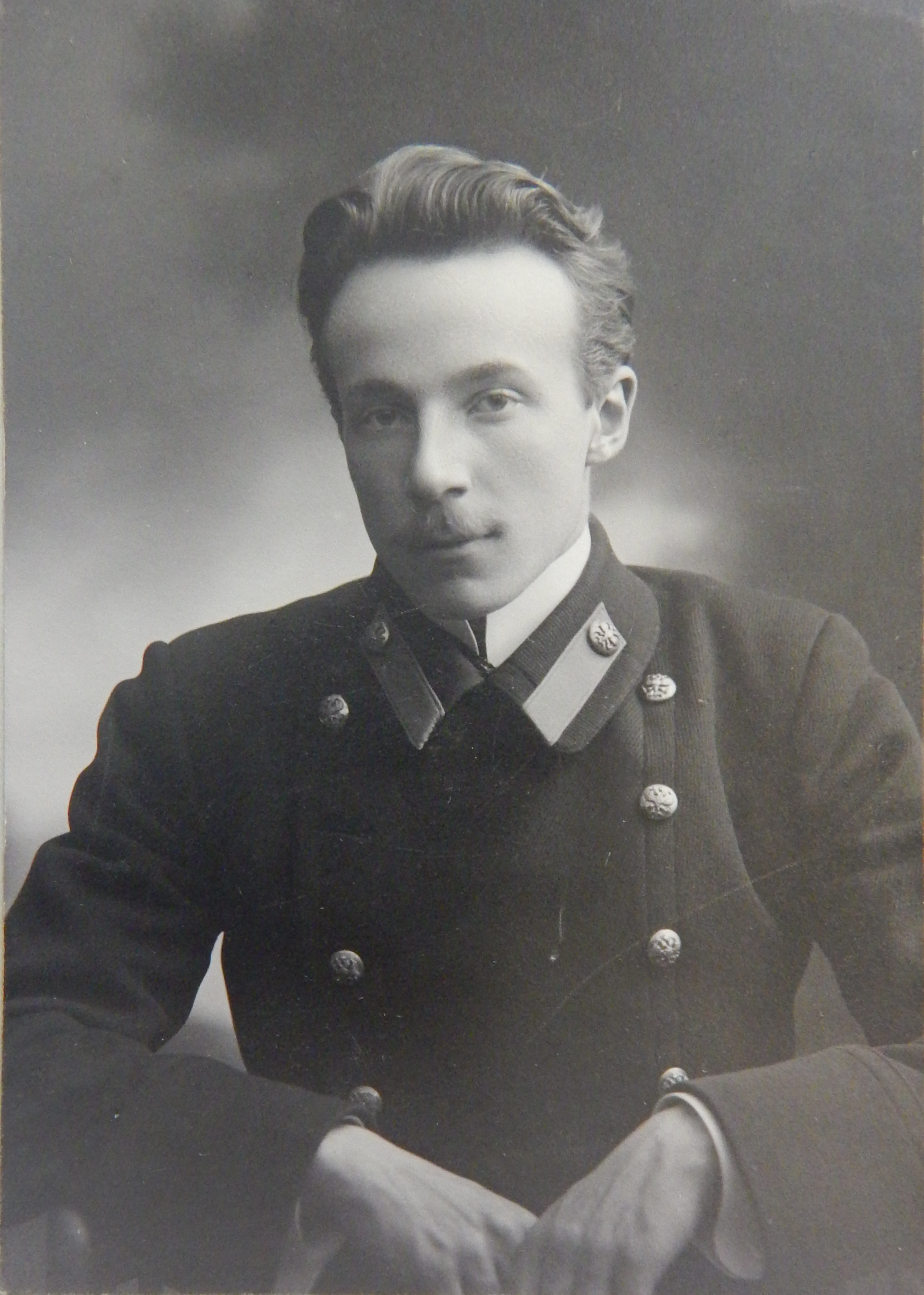
Юрій Габель — студент Харківського університету

Юрій Габель, фото з некролога в журналі «Врачебное дело»

Народився 29 листопада (11 грудня) 1891 року в Харкові. Його батьками були революціонери-народники польського походження Орест-Октовіан Мартинович Габель та Августина Станіславівна Синькевич, які після відбуття заслання в Іркутській губернії переїхали до Харкова, де Орест Габель незабаром увійшов до складу правління Харківської громадської бібліотеки. У Юрія було п'ять сестер: Людмила, Олена, Валерія, Марія і Маргарита. Наймолодша з них — Маргарита — згодом стала відомим літературознавцем, дослідницею творчості Івана Тургенєва.
У 1910 році закінчив із золотою медаллю третю Харківську гімназію. Ще одним золотим медалістом гімназії того року був Валерій Межлаук. Юрій Габель продовжив навчання на Хімічному відділенні фізико-математичного факультету Імператорського Харківського університету, який закінчив у 1914 році з дипломом першого ступеня. Став працювати в хімічній лабораторії Південних залізниць. У 1915 році захистив дисертацію за темою «Вплив світла на електропровідність йодного Меркурія в ацетоні» і йому було присуджено науковий ступінь магістра природничих наук. Восени того ж року був залишений на два роки без стипендії при кафедрі органічної хімії університету для підготовки до професорського звання. Водночас займався громадською діяльністю, в 1918 році обирався кандидатом у члени правління Харківської громадської бібліотеки.
Перебував лекційним асистентом професора Костянтина Красуського. Паралельно, з 1923 року працював в Українському інституті прикладної хімії, де за пропозицією директора інституту Івана Красуського зайнявся дослідженням сухої перегонки тютюну спільно з Г. І. Кіпріановим. Дослідники одночасно з Олександром Шмуком, але незалежно від нього, встановили закономірність між якістю тютюну і лужністю тютюнового диму. Згодом Юрій Габель очолив лабораторію з дослідження тютюну. Його наукова діяльність в інституті була спрямована на вивчення хімічного складу тютюну. На основі цих досліджень було видано кілька наукових статей і складена брошура «Хемія тютюну» (1931). Викладав у харківських ветеринарному, сільськогосподарському та фармацевтичних інститутах, коксохімічному та фармацевтичному технікумах, робітничому факультеті та промисловій академії. У 1925 році обіймав посаду секретаря редакції в щойно відкритому «Українському хемічному журналі».
Під час кампанії з реформування вищої школи Юрій Габель взяв діяльну участь у реорганізації викладання хімії та у створенні хімічного факультету у складі Харківського фізико-хіміко-математичного інституту. У 1931 році він став другим деканом факультету, змінивши Олександра Давидова. На цій посаді Юрій Габель пробув до 1935 року, в його деканство факультет увійшов до складу відродженого Харківського державного університету.
Станом на 1932 рік, був також професором Українського поліграфічного інституту. Брав участь 29 грудня 1932 року у нараді з «питання дезінсекції архівних матеріалів», яку організовувало Центральне архівне управління.
За результатами проходження атестації наукових кадрів у 1934 році Юрій Габель отримав вчене звання професора і ступінь кандидата наук. Одним з перших серед вчених хімічного факультету, поряд з Андрієм Кіпріановим, захистив докторську дисертацію. Сам захист відбувся 27 листопада 1940 року при Раді Харківського державного університету імені О. М. Горького. Темою докторської дисертації була «Хімія барбітурової кислоти». У ступені доктора хімічних наук Юрій Габель був затверджений рішенням Вищої атестаційної комісії Всесоюзного комітету у справах вищої школи при Раді Народних Комісарів СРСР від 1 лютого 1941 року.
Одночасно, з 1930 року працював у Харківському медичному інституті, де обіймав посаду завідувача кафедри органічної хімії з 1931 по 1945 роки, пізніше працював професором. Згідно з іншою версією, був завідувачем кафедри до 1949 року. Зазначалося, що в медінституті Юрію Габелю вдалося не тільки організувати викладання на високому рівні, а й налагодити на кафедрі наукову роботу. Також читав курс органічної хімії на біологічному факультеті Харківського університету.
Під час Другої світової війни разом з іншими науковцями Харківського медичного інституту був евакуйований до Чкалова. На новому місці Юрій Габель не міг продовжити свої колишні наукові дослідження, і йому довелося вивчати отруйну речовину, яка містилася в перезимувалому на полі просі. Результати дослідження були опубліковані в працях Чкаловського обласного інституту епідеміології та мікробіології ім. І. І. Мечникова. Також, під час евакуації був членом науково-технічного комітету при Чкаловському облвиконкомі. Перебуваючи в Чкалові Юрій Габель з нетерпінням чекав повернення в рідне місто і написав вірш «Харкову», датований 22 травня 1942 року.
Протягом кількох років Юрій Габель керував синтетичним відділом Експериментального фармацевтичного інституту Наркомздоров’я. У 1944—1949 роках він очолював Науково-дослідний інститут хімії при Харківському університеті. На посаді директора Юрій Габель займався перебудовою інституту і його післявоєнним відновленням. У 1946 році був опонентом на захисті кандидатської дисертації Бориса Красовицького.
Крім наукових досліджень Юрій Габель брав активну участь у громадській роботі. Протягом багатьох років він був членом Президії Харківського відділення Всесоюзного хімічного товариства імені Д. І. Менделєєва, надавав сприяння товариствам Доброхім та Тсоавіахім, обіймав посаду голови Бюро секції наукових працівників при Харківському університеті, брав участь у роботі Харківського медичного товариства. У своїх доповідях Юрій Габель знайомив членів Товариства з новими медичними препаратами та їх хімічними властивостями. Працював на виробництві фармацевтичних препаратів, організованому товариством.
Після повернення з відпустки восени 1948 року Юрій Габель відчув себе погано, він кашляв і скаржився на біль у боці. У нього був діагностований рак легені. Лікувався в Москві, де проходив курс радіологічного опромінення в онкологічній клініці. Згідно зі спогадами Бориса Красовицького, який відвідував Габеля в клініці, Юрій Орестович не втрачав бадьорість духу і цікавився результатами наукових досліджень. Юрій Габель помер 23 березня 1949 року, в квітні того ж року був похований на другому Харківському міському кладовищі в присутності колег. У 1998 році його спільна з сестрою Маргаритою могила була зруйнована, пізніше була відновлена зусиллями громадськості.

## Наукова діяльність

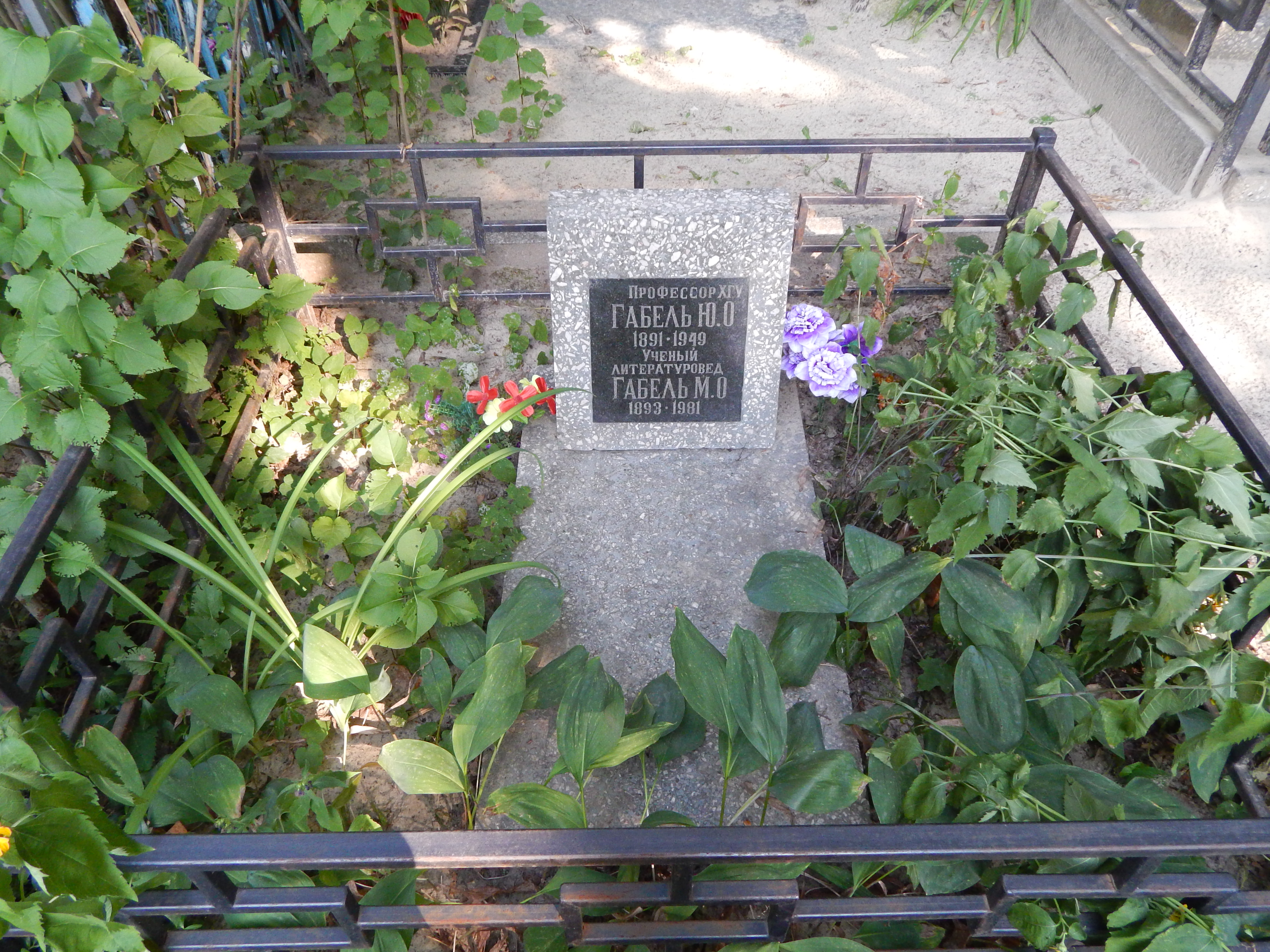
Могила Юрія та Маргарити Габелів

Під керівництвом професора Костянтина Красуського займався традиційним для харківських хіміків вивченням реакцій α-окисів. А саме, Юрій Габель досліджував продукти конденсації органічних α-окисів з амінами.
Пізніше обрав свою власну тематику і займався дослідженнями в галузі хімії похідних барбітурової кислоти, вивчав зв'язок їх будови з фізіологічною активністю. Написав по цій темі монографію, яка стала його докторською дисертацією. Саму дисертацію за темою «Хімія барбітурової кислоти» він захистив у 1940 році. Пізніше зайнявся вивченням сульфаніламідів. Після появи нового препарату — сульфазолу, який прийшов на зміну сульфідину, Юрій Габель налагодив його виробництво у своїй лабораторії. Препарат поставлявся в дитячу клініку, де вперше в Харкові, сульфазол використовувався для лікування запалення легенів у дітей. Під керівництвом Юрія Габеля вперше в Радянському Союзі синтезували норсульфазол.
Робота в Харківському медичному інституті підштовхнула Юрія Габеля до вивчення фізіологічно активних речовин, в першу чергу гетероциклічних сполук. Він розробив для хіміків-органіків спеціальний курс з цього напрямку хімії. У 1941 році опублікував повністю оригінальний підручник «Гетероциклические соединения». Це видання було першою спробою написати підручник з даної тематики. Як зазначав Олексій Кост, зважаючи на маловивченість теми Юрій Габель «не мав можливості дати матеріал на загальній основі». Успішна діяльність Юрія Габеля в цьому напрямку хімії призвела до створення при Харківському університеті в 1945 році першої і єдиної в СРСР кафедри гетероциклічних сполук. Юрій Габель очолив новостворену кафедру і залишався на посаді її завідувача до самої смерті, після якої кафедра була розформована, а співробітники переведені в Науково-дослідний інститут хімії.
В останні роки життя зацікавився антибіотиками. З 1947 року займався створенням синтетичних аналогів пеніциліну. Вже в наступному році була опублікована оглядова стаття «Хімія антибіотичних речовин» в журналі «Успехи химии». У зазначеній статті вперше була приведена хімічна класифікація антибіотиків.
Юрій Габель вважав, що багато питань, які виникають перед біологами, медиками та хіміками, можливо подолати тільки спільними зусиллями. Для цього під час його директорства в Науково-дослідному інституті хімії діяв великий семінар, на якому, крім чисто хімічних доповідей, були виступи, що об'єднували хімію з біохімією, фармакологією і медициною. Серед тематик, яких розглядалися на даному семінарі, були: механізм дії фізіологічно активних сполук, доля ліків в організмі, залежність між будовою препарату і його фізико-хімічними властивостями і фізіологічною активністю. Семінар мав велику популярність, його відвідували науковці з багатьох вищих навчальних закладів та науково-дослідних інститутів Харкова.
У викладанні хімії приділяв велику увагу лекційному асистуванню. За результатами своєї роботи асистентом Костянтина Красуського підготував «Поради до постанови лекційних дослідів з органічної хемії» (1929). Пізніше склав свій «педагогічний Заповіт», який складається з коротких зауважень для викладачів. Дослідниця Оксана Наконечна зазначала, що ці зауваження залишалися актуальними й на початку XXI століття.
Окрім того Юрія Габель займався підготовкою наукових кадрів, серед його учнів були Б. Л. Гершунс, В. М. Зубаровський, Р. М. Мацкевич та Л. Ф. Шпеєр.
У 1939 році, разом з Кіпріановим, був офіційним опонентом на захисті кандидатських дисертацій М. Х. Глузмана та О. Б. Вайсмана.

## Вибрані публікації
- Поради до постанови лекційних дослідів з органічної хемії. 1929
- Хемія тютюну. Х.; К., 1931;
- Популярний нарис органічної хемії. Х., 1931;
- Органічна хемія: У 2 ч. Х., 1932;
- Порадник до лекційних дослідів з органічної хемії для педвузів та університетів. Х., 1934;
- Гетероциклические соединения. Ленинград; Москва, 1941;
- Вопросы химии ядовитых веществ перезимовавшего проса // Труды Чкаловского областного института эпидемиологии и микробиологии, том Х, вып. 3, 1945;
- Химия антибиотических веществ // Успехи химии, 17, 565, 1948.

## Особистість
Колишній учень Юрія Габеля вчений Віталій Ронін у своїх спогадах так характеризував вчителя: «обдарована людина, чудовий фахівець своєї справи, він був чудовим лектором». Він відносив Юрія Орестовича до числа викладачів, які справили на нього найбільший вплив. Смерть вчителя сильно потрясла Роніна, який постійно відвідував його могилу.
Колега Юрія Габеля Борис Красовицький так писав про нього в мемуарах: «Юрій Орестович — завжди веселий і життєрадісний, мав почуття гумору, трохи легковажний, мав великий успіх у жінок, — брав від життя все, що міг. Він успішно працював у науці, причому мені здається, не докладаючи до цього великих зусиль, а педагогічний талант сприяв його популярності як лектора. Юрій Орестович завжди був бажаним гостем на всіх гуляннях».
Юрій Габель був близький зі своїм колегою Андрієм Кіпріановим, з яким він здружився під час спільної роботи у Костянтина Красуського. Борис Красовицький зазначав, що друзі були повними протилежностями: веселий і життєрадісний Габель і серйозний, зосереджений і педантичний Кіпріанов.

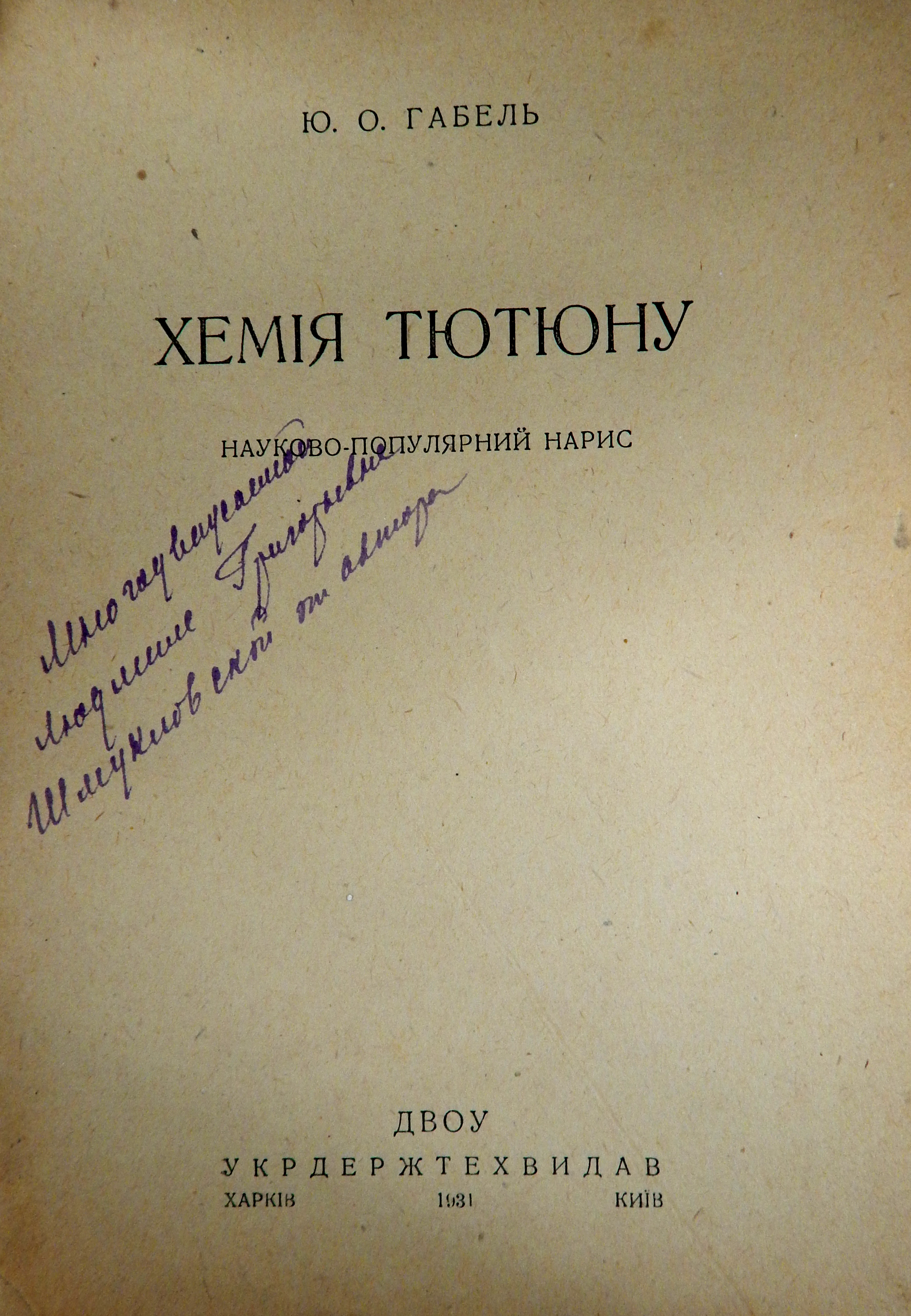
Титульний аркуш брошури «Хемія тютюну» з дарчим від автора

Фотографія Юрія Габеля і текст його вірша, написаного в Чкалові, представлені на правому бічному склі п'ятої вітрини музею Харківського національного медичного університету.
Навесні 2014 року в Харківському національному медичному університеті відбулася ІІ Студентська міжфакультетська конференція першокурсників з біоорганічної хімії, присвячена 180-річчю від дня народження Д. І. Менделєєва та 65-річчю від дня смерті Ю. О. Габеля.
За могилою Юрія Габеля доглядають співробітники кафедри хімії та студенти Харківського національного медичного університету. На кошти працівників кафедри була встановлена огорожа навколо могили.
Професор хімії Габель є другорядним героєм роману Віктора Домонтовича «Дівчина з ведмедиком».